# Coptops cameroni
Coptops cameroni är en skalbaggsart som beskrevs av Stefan von Breuning 1978. Coptops cameroni ingår i släktet Coptops och familjen långhorningar. Inga underarter finns listade i Catalogue of Life.